# Белорусско-сирийские отношения
Белорусско-сирийские отношения — двусторонние отношения между Беларусью и Сирией, установленные 26 августа 1993 года. Товарооборот двух стран незначителен — в 2000—2018 годах колебался от менее чем 10 млн долларов до 86,2 млн долларов. В гражданской войне в Сирии власти Беларуси поддержали президента Б. Асада в дипломатической, политической и гуманитарных сферах.

## История отношений
Сотрудничество между Сирией и Беларусью началось в советский период. В 1970-х — 1980-х годах из Белорусской ССР в Сирию направлялись оборудование, станки, тракторы, автомобили. Белорусские специалисты работали на сирийских предприятиях, а сирийцы учились в белорусских вузах либо стажировались на предприятиях Белорусской ССР. 26 августа 1993 года между Беларусью и Сирией были установлены дипломатические отношения. Тем не менее первые годы отношений практически не было.
Фактически началом двусторонних отношений стал 1998 год. В марте 1998 года Сирию посетил президент Беларуси Александр Лукашенко. В 1998 году Беларусь и Сирия подписали межправительственные соглашения о торговом, экономическом и техническом сотрудничестве, об избежании двойного налогообложения, о содействии осуществлению и взаимной защите инвестиций, о сотрудничестве в области информации, образования, науки и культуры.
В 2001 году в белорусском парламенте появилась рабочая группа по сотрудничеству с парламентом Сирии, а в 2004 году было подписано белорусско-сирийское соглашение о межпарламентском сотрудничестве.

Встреча А. Лукашенко и Б. Асада, 2003 год

В декабре 2003 года Лукашенко вновь посетил Сирию, а в июле 2010 года президент Сирии Б. Асад совершил
первый официальный визит в Беларусь.
В ходе сирийской войны власти Беларуси поддерживали Б. Асада и не пытались наладить контакты с сирийской оппозицией. При этом военной поддержки Беларусь Сирии не оказала. Тем не менее США ввели 19 сентября 2012 года санкции против Белвнешпромсервиса, обвинив это предприятие в поставках Сирии взрывателей для авиабомб.
Власти Беларуси оказывали гуманитарную поддержку Сирии: в 2017 году стали принимать сирийских детей на оздоровление и на лечение, посылали гуманитарную помощь (в 2015 году — более 40 тонн, в 2016 году — более 45 тонн).
После свержения Башара Асада, 15 декабря 2024 года, Беларусь отозвала свой дипломатический персонал из Сирии.
23 января министр иностранных дел Беларуси Максим Рыженков посетил Сирию и встретился с президентом Сирии Ахмедом аль-Шараа. На ней Рыженков подчеркнул готовность поддержать сирийскую сторону в её работе в международных организациях и снятию санкций. В министерстве иностранных дел Беларуси сообщили, что страна передаст в дар сирийскому народу от президента и народа Беларуси 50 автобусов МАЗ.

## Белорусско-сирийская торговля
В 1990-е годы двусторонний товарооборот был незначителен. В 1995 году товарооборот между Белоруссией и Сирией составлял 1,7 млн долларов.
В 2000—2018 годах объём товарооборота между Беларусью и Сирией существенно колебался: в 2000—2003 годах он составлял менее 20 млн долларов в год, в 2008 году достиг пика (86,2 млн долларов), затем упал и в 2013 году составил менее 10 млн долларов, но затем стал расти и в 2018 году составил 41,5 млн долларов.
Так, в 2013 году экспорт белорусских товаров в Сирию составил всего 0,6 млн долларов, а импорт сирийских товаров — 8,9 млн долларов (в основном поставки фосфатов кальция для Гомельского химического завода). В 2014 году белорусский экспорт составил 32,2 млн долларов, а сирийские поставки — 1,6 млн долларов.
В 2015—2017 годах в двусторонней торговле преобладал белорусский экспорт.
Беларусь поставляла в Сирию автотракторную технику, полуфабрикаты, сухое молоко, комплексные искусственные нити и другие товары. Сирия поставляла в Беларусь плодоовощную продукцию, хлопчатобумажные ткани, лекарственные средства, алюминиевую ленту и прочие товары. В белорусской внешней торговле удельный вес Сирии составлял 0,1 — 0,3 %.

## Сотрудничество в сфере образования
В 2000-е годы были заключены соглашения о сотрудничестве между белорусскими и сирийскими университетами. Число сирийских студентов в белорусских вузах сильно колебалось по годам: 404 человека в 2005 году и 124 человека в первом полугодии 2013 года.

## Дипломатические представительства
В ноябре 1998 года в Дамаске начало работать посольство Беларуси. С июля 2002 года послом Сирии в Беларуси был по совместительству посол Сирии в России.
Посольство Сирии в Минске открылось только в декабре 2007 года. В 2012 году статус представителя Сирии был понижен до временного поверенного в делах.

## Послы Беларуси в Сирии
- В. Лопато-Загорский (1998—2008)[14];
- О. Ермолович (2008—2014)[14];
- А. Пономарёв (2014—2018);
- Ю. Слука (с 2018).

## Представители Сирии в Беларуси
- Посол Ф. Таха (июнь 2007 года — январь 2012 года)[14];
- Временный поверенный в делах В. Ибрагим[14];
- Временный поверенный в делах А. аль-Хамви[14].